# Helmut Stein
Helmut Stein (Aschersleben, 9 novembre 1942 – Erfurt, 3 settembre 2022) è stato un calciatore tedesco orientale dal 1990 tedesco, di ruolo centrocampista.